# Taipaleenlampi
Taipaleenlampi är en sjö i kommunen Pudasjärvi i landskapet Norra Österbotten i Finland. Arean är 44 hektar och strandlinjen är 3,29 kilometer lång. Sjön  ingår i Ijo älvs huvudavrinningsområde.   Den ligger omkring 70 kilometer öster om Uleåborg och omkring 580 kilometer norr om Helsingfors. 